# Axente Sever (Sibiu)
Axente Sever é uma comuna romena localizada no distrito de Sibiu, na região histórica da Transilvânia. A comuna possui uma área de  km² e sua população era de 4095 habitantes segundo o censo de 2007.